# Ange-François de Talaru de Chalmazel
Ange-François de Talaru de Chalmazel (né le 14 mai 1727 au château de Chaussins à Abrest et mort à Londres le 20 mars 1798) est évêque de Coutances de 1764 à 1790 et député du clergé aux États généraux de 1789. Refusant le serment constitutionnel, il émigre en Angleterre où il meurt.

## Biographie
Ange-François de Talaru naît au château de Chaussins en Bourbonnais. Il est le  3e fils de Louis marquis de Chalmazel en Forez, comte de Chamarande en Hurepoix, chevalier de l'ordre du Saint-Esprit et de Marie de Bonneval. 
Destiné à l'Église, il est d'abord chanoine puis grand-vicaire de l'archidiocèse de Sens en 1753. Désigné pour le siège de Coutances, il est confirmé le 4 février 1765 et consacré par le cardinal Paul d’Albert de Luynes, archevêque de Sens. Il est pourvu en commende de l'abbaye de Blanchelande en 1767 et de celle de Montebourg en 1771. Il est élu député du clergé du bailliage de Coutances aux états généraux de 1789. Il est l'un des premiers membres du clergé à accepter la vérification des pouvoirs demandée par le tiers état. Il s'oppose ensuite à la Constitution civile du clergé : il est remplacé par François Bécherel « évêque de la Manche ». 
En 1792, il s'exile en Angleterre et non pas à Jersey qui relevait territorialement de son diocèse. Il meurt à Londres le 20 mars 1798 sans avoir démissionné de son évêché.